# Mary Barbour

Mary Barbour, de soltera Mary Rough (Kilbarchan, 20 de febrer del 1875 - Glasgow, 2 d'abril del 1958), fou una activista política, regidora i magistrada escocesa. Va estar associada al moviment Red Clydeside a principis del segle xx , sobretot com a organitzadora de les dones de Govan, que van participar en les vagues del lloguer del 1915.

## Vida personal
Mary Barbour nasqué el 20 de febrer del 1875 a Kilbarchan, filla de Jean Gavin i James Rough, un teixidor d'estores manual, la tercera de set germans. Mary Barbour estudià fins als catorze anys. El 1887, la família es traslladà al llogaret d'Elderslie on va treballar com a trenadora de fils, i més tard com a impressora d'estores. L'agost del 1896 es casà amb l'enginyer David Barbour (2 de maig del 1873 - 13 de novembre del 1957) a Wallace Place, Elderslie. La parella s'establí a Govan al costat del seu fill James. Més tard, al costat d'un altre fill anomenat William, es traslladaren a Ure Street (ara Uist Street).
El 1933, Mary Barbour es mudà a una casa del consell de Drumoyne, Glasgow, on va viure fins a la mort, un any després del seu marit, a l'edat de 83 anys, a l'Hospital General del Sud, a Glasgow.

## Activisme polític
Mary Barbour començà a actuar políticament després d'entrar en el gremi de Cooperatives Kinning Park. Va liderar l'Associació d'Habitatge de Dones de South Govan durant les vagues del lloguer de Glasgow del 1915, organitzant comités de llogaters i resistència al desallotjament. Els manifestants es coneixien com "l'exèrcit de la Sra. Barbour", i hi havia, entre d'altres, Agnes Dollan, Helen Crawfurd, Mary Laird i Mary Jeff.

### Croada de dones per la pau
Mary Barbour fou cofundadora, al costat de Helen Crawfurd i Agnes Dollan, de la Women's Peace Crusade (WPC) en la "Gran Conferència de Dones per la Pau" realitzada al juny del 1916.
El WPC feu campanya al juny i juliol del 1916 per un acord en la Primera Guerra Mundial, sobretot amb aplecs a l'aire lliure a Glasgow, Clydeside i Edimburg. La possibilitat d'arribar a un acord, però, es va fer menys probable amb el nou govern de coalició de David Lloyd George al desembre del 1916.
Tant la Revolució russa com l'Alçament de Pasqua irlandés foren catalitzadors de l'activisme per la pau a Escòcia, inclòs el WPC. La celebració del Primer de Maig del 1917 a Glasgow Green ajuntà 70.000 persones, i entre els oradors hi havia Mary Barbour, Dollan, Mary Burns Laird, la qual cosa feu reviscolar la Croada de Dones per la Pau al juliol del 1917 a Glasgow Green, en què participaren 10.000 persones. Més tard es van establir altres branques del WPC a Escòcia, Anglaterra i Gal·les del Sud. La campanya va continuar fins al final de la Primera Guerra Mundial.

### Carrera política

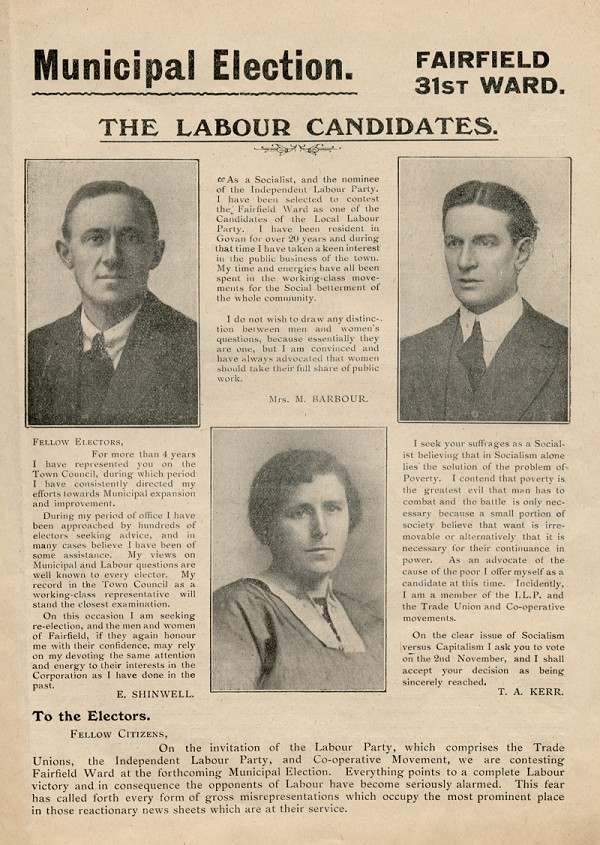
Discurs electoral de Govan Fairfield

El 1920, Mary Barbour es presentà com a candidata del Partit Laborista del Regne Unit pel districte de Fairfield a Govan, i l'elegiren per a l'Ajuntament de Glasgow, una de les primeres regidores de la ciutat. Formava part d'un grup de cinc dones que van ser triades regidores el 1920, entre les quals hi havia Eleanor Stewart (Maryhill), una altra regidora laborista, i Jessica Baird-Smith, Mary Bell i Mary Anderson Snodgrass, regidores moderades.
Entre 1924 i 1927, Mary Barbour fou una de les primeres dones regidores de Glasgow, al costat de Mary Bell. A més a més, fou una de les primeres dones magistrades de Glasgow i al gener de 1928 fou jutgessa de pau de la ciutat.

### Prestació de serveis de salut i benestar
Des del 1925, Mary Barbour va presidir la Clínica d'Assessorament i Benestar de les Dones de Glasgow, atesa per infermeres i metgesses, posada en marxa amb la Dra. Nora Wattie, especialista en salut infantil i femenina. La clínica s'inaugurà l'agost del 1926, i era el primer centre escocés que donava consells per al control de la natalitat. La clínica es traslladà al 123 de Montrose Street de Glasgow durant el 1932.

## Influència i reconeixement

### Mary Barbour en la cultura popular
L'obra de Chris Hannan, Elizabeth Gordon Quinn, estrenada al Teatre Traverse d'Edimburg el 29 de juny del 1985, dirigida per Steven Unwin, s'ambienta en la vaga de lloguers de Glasgow del 1915. Tot i que Mary Barbour no hi apareix com a personatge, l'obra reprodueix un dels seus coneguts incidents de la vaga de lloguer relacionat amb un piano.
Helen Crawfurd, en les seues memòries inèdites, relata com, durant la vaga de lloguers, els propietaris intentaven cobrar els augments de lloguer recorrent a la humiliació social: enganyaven els llogaters dient-los que tots els altres ja havien pagat. Així que Mary Barbour va reclutar treballadors de les drassanes de Govan, i els va portar a l'oficina de l'empresa arrendadora per a exigir-li la devolució de l'import de l'augment. "Enfront de milers de black-faced workers, els amos retornaren els diners", recorda Crawfurd. La cançó Mrs Barbour's Army d'Alistair Hulett tracta com Mary Barbour col·laborà en la vaga de lloguers del 1915. A més a més, el 2007 Mary Barbour fou la protagonista d'un dels capítols de la sèrie Not Forgotten de Channel 4. El 2012, el programa Woman's Hour de la BBC Ràdio 4 fou dedicat a Mary Barbour després que Christine Finn escrigués un poema sobre l'activista per a una exposició al Museu Nacional d'Escòcia, titulat Mary Barbour's Rattle, que es pot veure en el lloc web del museu.
Les filles de la senyora Barbour, una obra de A. J. Taudevin, s'estrenà a l'octubre del 2014 en Oran Mor, Glasgow, en associació amb el Teatre Traverse. L'obra se situa en un apartament de Govan, on els records del protagonista afloren en una sèrie de flashbacks, amb la presència de Mary Barbour al llarg de l'obra. Una ressenya en The List va concloure que "Les filles de la Sra. Barbour és un esbós concís i commovedor de la tradició feminista amb una suau harmonia, no pas una tromba".
Mary Barbour també inspirà el personatge d'Agnes Calder en la novel·la de J. David Simons The Liberation of Celia Kahn (Five Leaves, 2011, reimprés per Saraband el 2014). També recorda la participació de les dones de Glasgow en Rent Strikes i els fets que dugueren a la fundació de la primera clínica de control de la natalitat de Govan.

### Estàtua

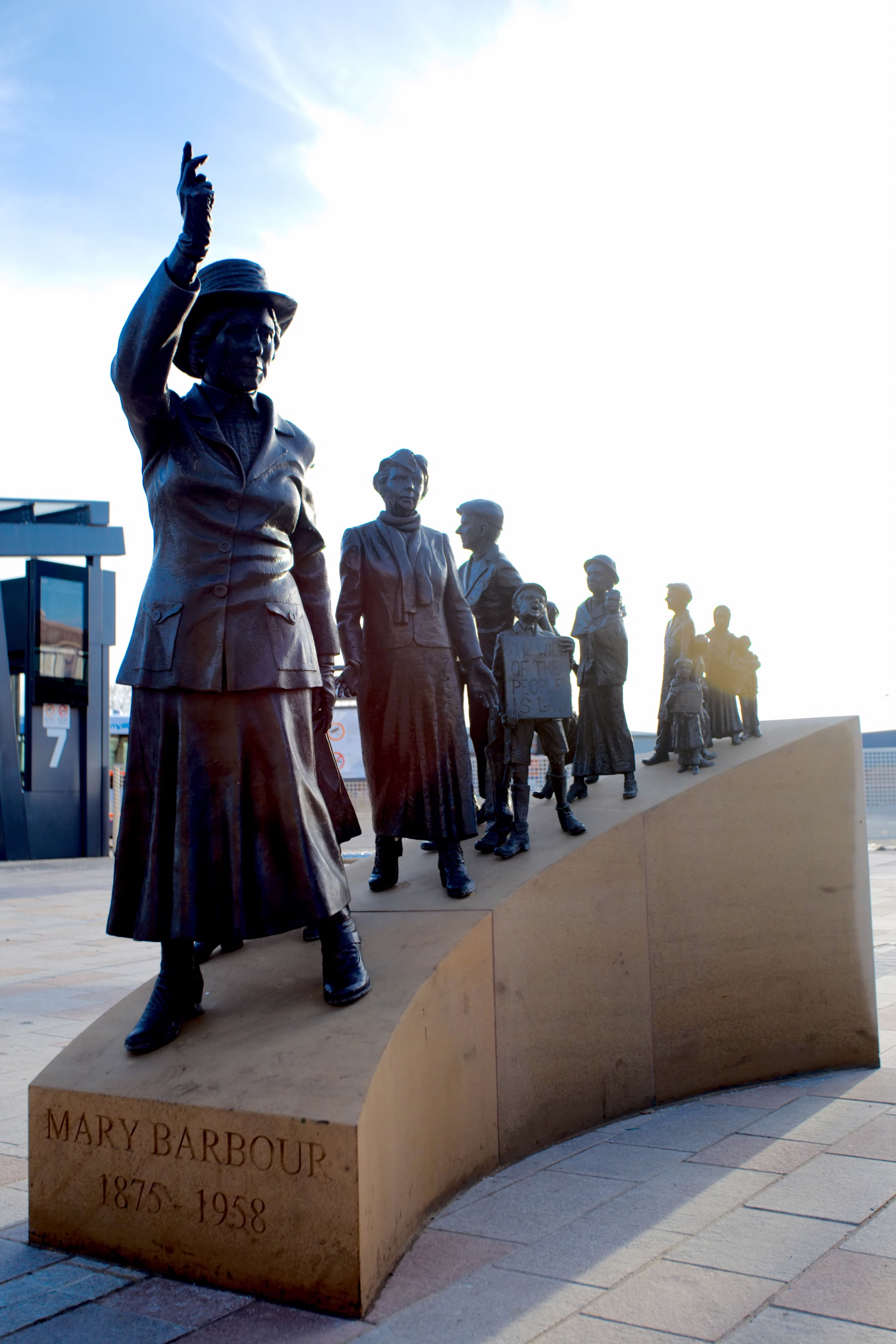
Estàtua commemorativa de Mary Barbour, Govan Cross, Glasgow. Vista des del front

El 2011, la Biblioteca de Dones de Glasgow encarregà 21 obres d'art pel seu 21 aniversari, en les quals l'artista Sharon Thomas representà un hipotètic monument a Mary Barbour a Govan. Això va despertar l'interés per aixecar una estàtua real de ary Barbour, la qual cosa al 2013 suposà la creació de l'Associació Remember Mary Barbour, que feu campanya per aquesta estàtua. La campanya fou recolzada per l'Ajuntament de Glasgow, Nicola Sturgeon, el Parlament escocés i Alex Ferguson.
Al setembre del 2015, cinc escultors es preseleccionaren per a fer una maqueta de l'estàtua de Mary Barbour. L'escultor Andrew Brown fou triat per a esculpir l'estàtua al febrer del 2016.
L'estàtua s'acabà al 2017 i es feu pública al març del 2018.

### La fita de Kilbarchan

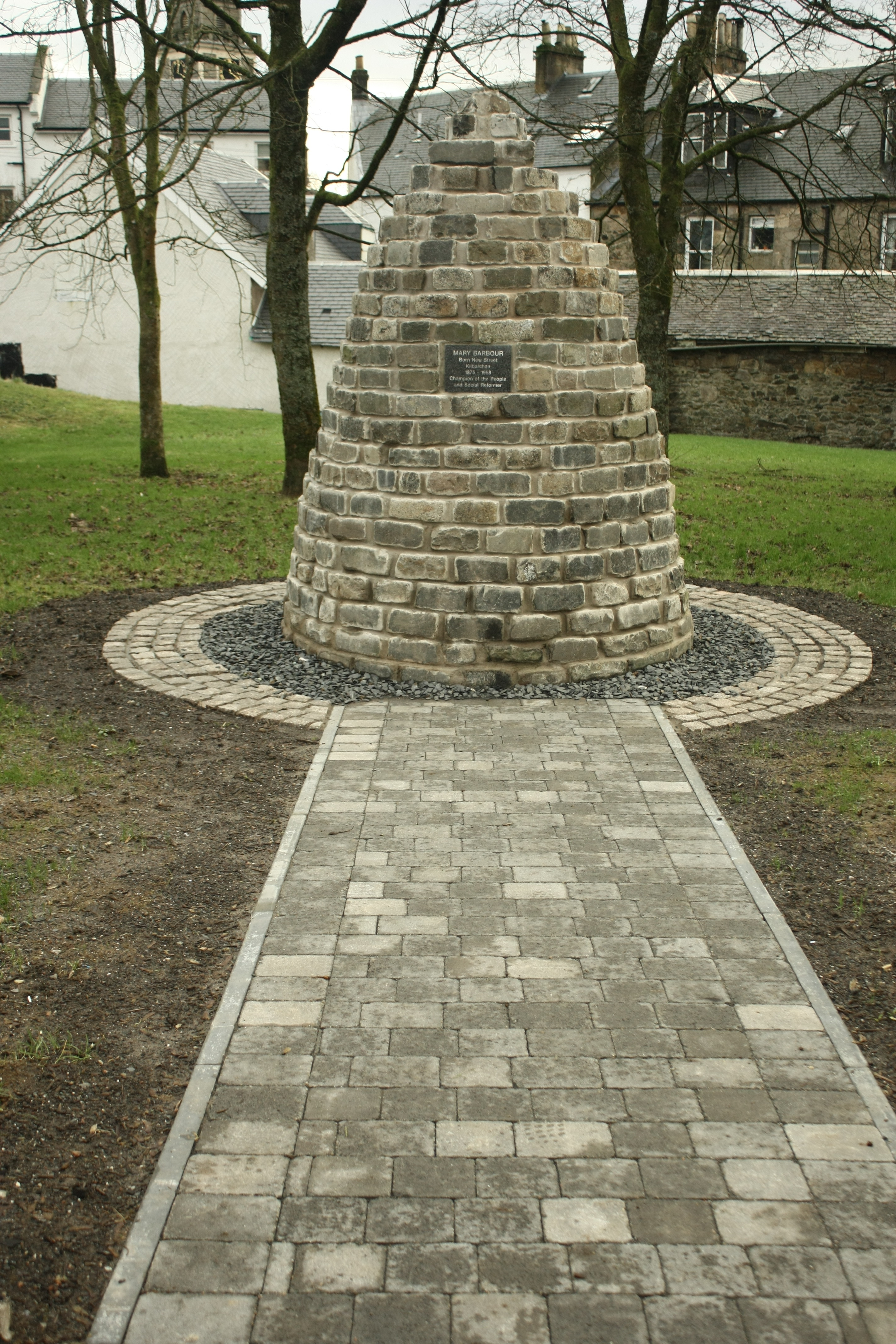
El cairn de Mary Barbour

Al maig del 2015, Renfrewshire acordà finançar una fita commemorativa al poble natal de Mary Barbour, Kilbarchan, que s'inaugurà el 21 de novembre del 2015.
El Consell de Renfrewshire també va establir un Premi Mary Barbour que s'atorga anualment a un alumne de l'escola primària Kilbarchan.

### Placa blava a Linthouse

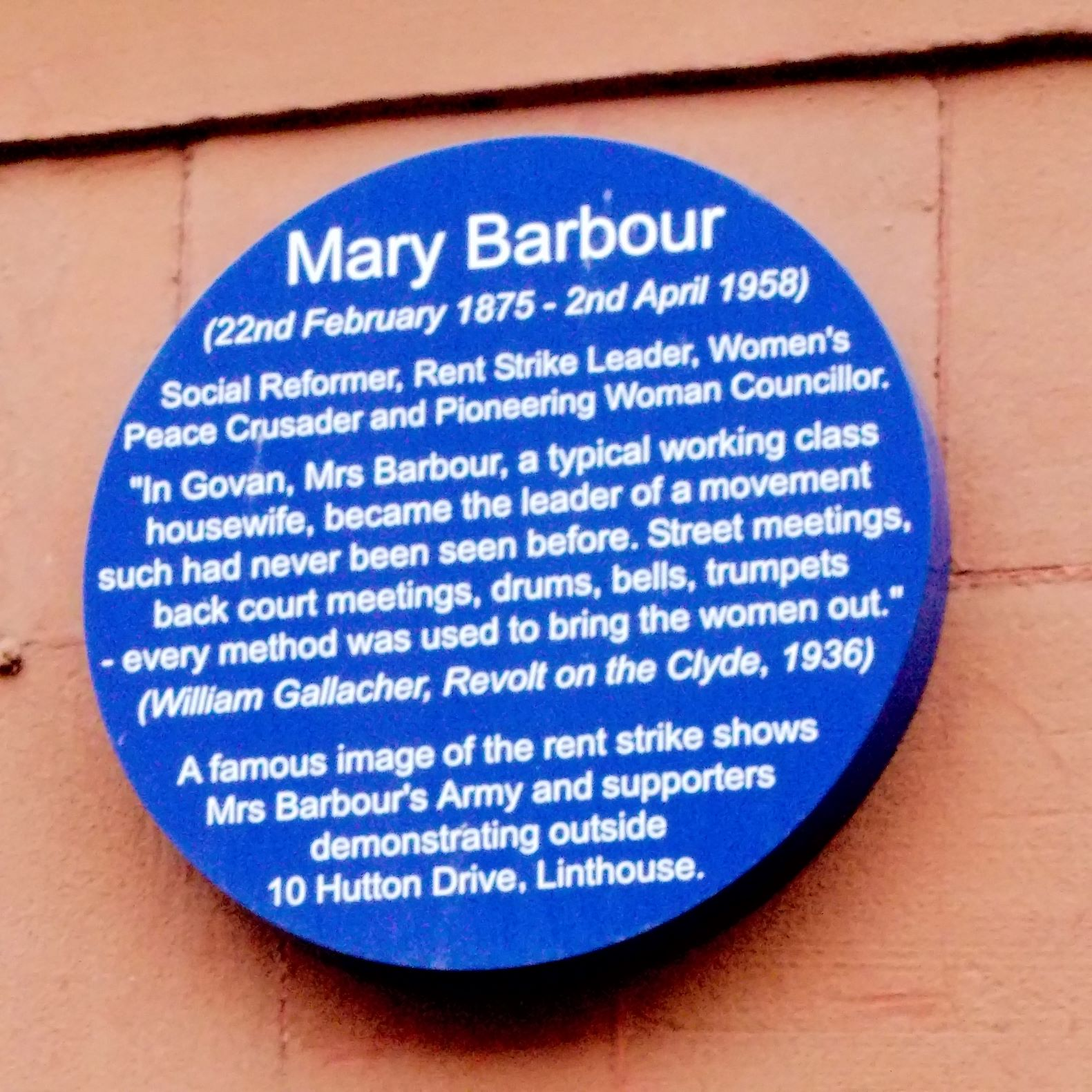
Placa blava de Mary Barbour, 10 Hutton Drive, Linthouse

Al novembre del 2015, la Linthouse Housing Association col·locà una placa blava al número 10 de Hutton Drive, Linthouse, a Glasgow, per a commemorar les accions de Mary Barbour i de moltes altres dones durant les vagues del lloguer de Glasgow del 1915.